# Morschwiller-le-Bas
Morschwiller-le-Bas est une commune de la banlieue de Mulhouse, limitrophe du quartier de Dornach, un des principaux quartiers bourgeois de la ville-centre. Elle est située dans le département du Haut-Rhin, dans la région Grand Est et se rattache à la région historique et culturelle d'Alsace. La commune est membre de Mulhouse Alsace Agglomération et fait partie des 20 communes de l'agglomération mulhousienne ayant l'obligation de mettre en place une ZFE-m avant le 31 décembre 2024.
Ses habitants sont appelés les Morschwillerois et les Morschwilleroises.

## Communes limitrophes
| Reiningue  | Lutterbach          | Mulhouse quartier de Dornach |
| Heimsbrunn | Morschwiller-le-Bas | Mulhouse quartier de Dornach |
| Hochstatt  | Hochstatt           | Didenheim                    |

## Géographie
La commune de Morschwiller-le-Bas est limitrophe de la ville de Mulhouse et des communes de Didenheim, Heimsbrunn, Hochstatt, Lutterbach et Reiningue.
Le village est traversé par le ruisseau Steinbächlein (ou Steinbaechel), divers bras secondaire de la Doller qui alimentait autrefois l'usine Hofer de blanchisserie et d’impression textile, et par son affluent le Markrübe, un ried qui draine les eaux des plateaux du Rohrberg et du Lechenberg qui surplombent la commune.

### Hydrographie

#### Réseau hydrographique
La commune est dans le bassin versant du Rhin au sein du bassin Rhin-Meuse. Elle est drainée par le Steinbaechel,.
Le Steinbaechel, d'une longueur de 14 km, prend sa source dans la commune de Burnhaupt-le-Bas et se jette  dans la Doller à Pfastatt, après avoir traversé sept communes. 

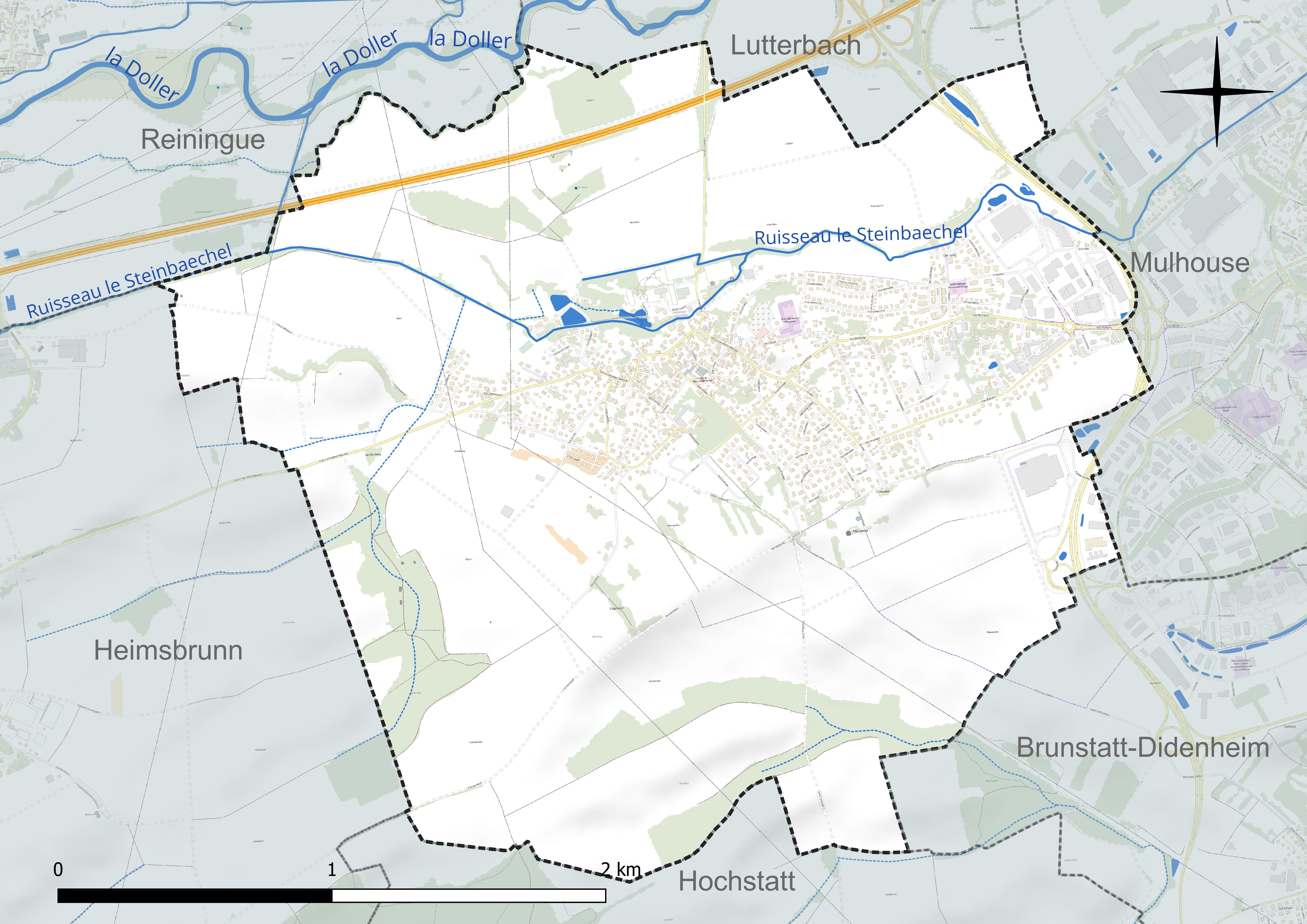
Réseau hydrographique de Morschwiller-le-Bas.

#### Gestion et qualité des eaux
Le territoire communal est couvert par le schéma d'aménagement et de gestion des eaux (SAGE) « Doller ». Ce document de planification concerne le bassin versant de la Doller dont le territoire s’étend sur 280 km2. Il a été approuvé le 15 janvier 2020. La structure porteuse de l'élaboration et de la mise en œuvre est le syndicat mixte « Rivières de Haute-Alsace ». 
La qualité des cours d’eau peut être consultée sur un site dédié géré par les agences de l’eau et l’Agence française pour la biodiversité. 

### Climat
Pour des articles plus généraux, voir Climat du Grand Est et Climat du Haut-Rhin.
En 2010, le climat de la commune est de type climat des marges montargnardes, selon une étude du Centre national de la recherche scientifique s'appuyant sur une série de données couvrant la période 1971-2000. En 2020, Météo-France publie une typologie des climats de la France métropolitaine dans laquelle la commune est exposée à un climat semi-continental et est dans la région climatique  Vosges, caractérisée par une pluviométrie très élevée (1 500 à 2 000 mm/an) en toutes saisons et un hiver rude (moins de 1 °C). 
Pour la période 1971-2000, la température annuelle moyenne est de 10,3 °C, avec une amplitude thermique annuelle de 17,8 °C. Le cumul annuel moyen de précipitations est de 668 mm, avec 8,9 jours de précipitations en janvier et 9 jours en juillet. Pour la période 1991-2020, la température moyenne annuelle observée sur la station météorologique de Météo-France la plus proche, « Mulhouse », sur la commune de Mulhouse à 5 km à vol d'oiseau, est de 11,1 °C et le cumul annuel moyen de précipitations est de 747,6 mm. 
La température maximale relevée sur cette station est de 39,4 °C, atteinte le 13 août 2003 ; la température minimale est de −21,5 °C, atteinte le 10 février 1956,,. 
Les paramètres climatiques de la commune ont été estimés pour le milieu du siècle (2041-2070) selon différents scénarios d'émission de gaz à effet de serre à partir des nouvelles projections climatiques de référence DRIAS-2020. Ils sont consultables sur un site dédié publié par Météo-France en novembre 2022.

## Urbanisme

### Typologie
Au 1er janvier 2024, Morschwiller-le-Bas est catégorisée ceinture urbaine, selon la nouvelle grille communale de densité à sept niveaux définie par l'Insee en 2022.
Elle appartient à l'unité urbaine de Mulhouse, une agglomération intra-départementale regroupant 20  communes, dont elle est une commune de la banlieue,,. Par ailleurs la commune fait partie de l'aire d'attraction de Mulhouse, dont elle est une commune de la couronne,. Cette aire, qui regroupe 132 communes, est catégorisée dans les aires de 200 000 à moins de 700 000 habitants,.

### Occupation des sols
L'occupation des sols de la commune, telle qu'elle ressort de la base de données européenne d’occupation biophysique des sols Corine Land Cover (CLC), est marquée par l'importance des territoires agricoles (71,3 % en 2018), en diminution par rapport à 1990 (75,7 %). La répartition détaillée en 2018 est la suivante : 
terres arables (69,8 %), zones urbanisées (16,8 %), forêts (6,2 %), zones industrielles ou commerciales et réseaux de communication (5,7 %), zones agricoles hétérogènes (1,5 %). L'évolution de l’occupation des sols de la commune et de ses infrastructures peut être observée sur les différentes représentations cartographiques du territoire : la carte de Cassini (XVIIIe siècle), la carte d'état-major (1820-1866) et les cartes ou photos aériennes de l'IGN pour la période actuelle (1950 à aujourd'hui).

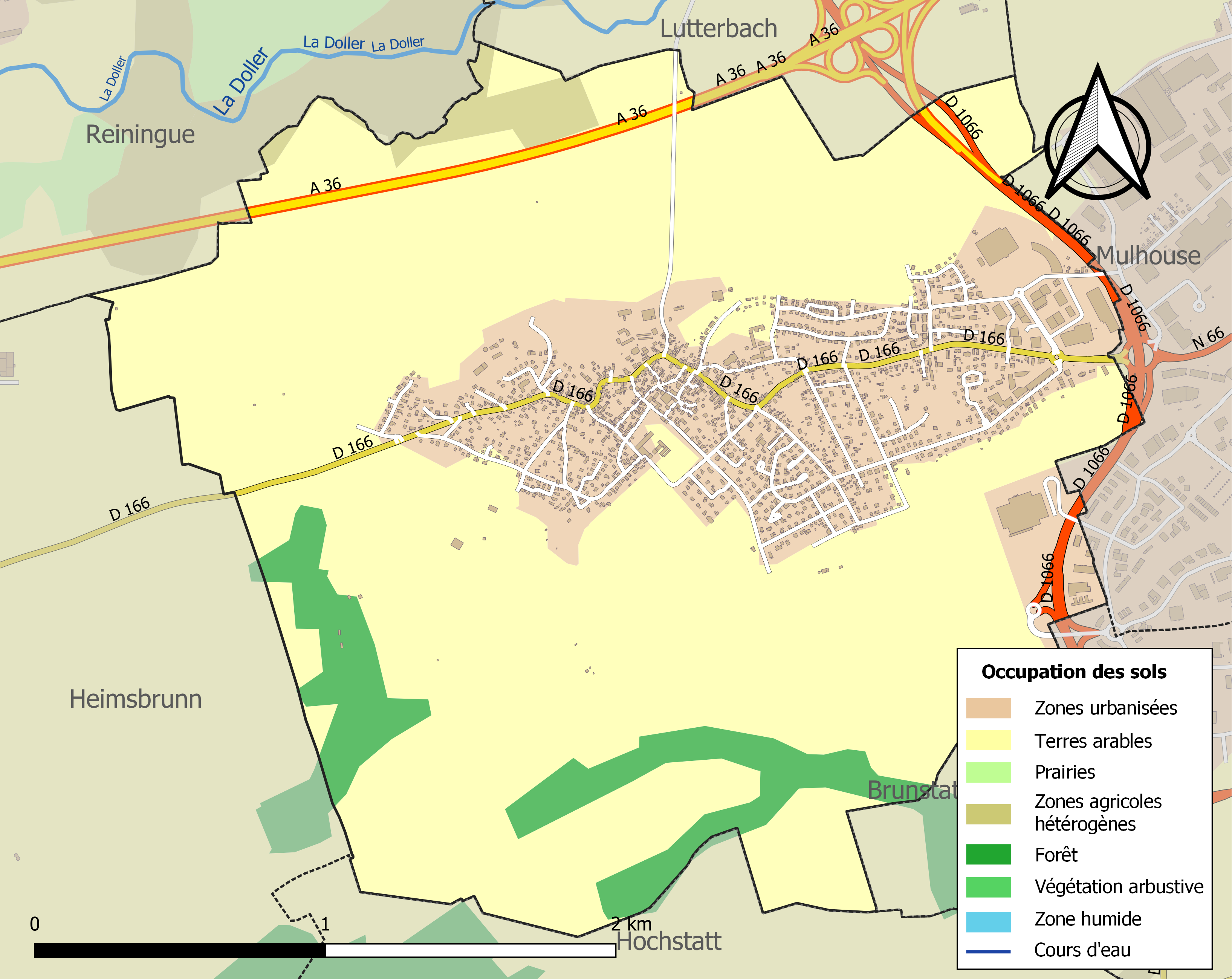
Carte des infrastructures et de l'occupation des sols de la commune en 2018 (CLC).

## Histoire
Les premières traces d'occupation humaine sur le ban communal datent du mésolithique (- 8500). Vers - 3100, une communauté d'agriculteurs se sédentarise sur le site. Ils ont laissé un alignement de pierre de 15 m de long par 5 m de large dans une orientation Est-Ouest qui pourraient être une sépulture collective.
En 735, le comte Eberhard, duc d'Alsace fait don de terres au monastère de Murbach. Au début du Moyen Âge, la localité fait partie des terres des comtes d'Eguisheim, successeurs des ducs d'Alsace. En 1324, le village devient une possession des Habsbourg, à la suite du mariage de la dernière héritière de Ferrette. En 1361, les Habsbourg l'inféodent aux de Dornach puis aux « Zu Rhein » en 1438. Au XVe siècle, la seigneurie d'Altkirch érige Morschwiller-le Bas en mairie, et Louis XIV[Quoi ?] cède aux Reinach les 3/4 du village.
Les Anglais incendient le village en 1376, puis les Armagnacs sévissent à leur tour en 1444. Vingt-trois ans plus tard, c'est les Suisses qui endommagent le village. Le village est incendié à deux reprises en 1629 et 1631, et ne compte plus que 7 familles en 1648. En 1700, Véréna, épouse de Hertrich Zu Rhein hérite de la localité et ajoute à son nom « de Morschwiller ».
Morschwiller-le-Bas est intégré au canton de Brunstatt entre 1790 et 1795, puis est intégré au canton de Lutterbach entre 1795 et 1802, au canton de Mulhouse entre 1802 et 1861 et est finalement rattaché au canton Mulhouse-sud depuis 1861. Durant la guerre de 14-18, la population est évacuée vers 38 localités du nord de l'Alsace et en Pays de Bade, pour cause de bombardements. La commune est décorée le 30 janvier 1923 de la croix de guerre 1914-1918. En 1945, une partie de la population est de nouveau évacuée. L'église est fortement endommagée.

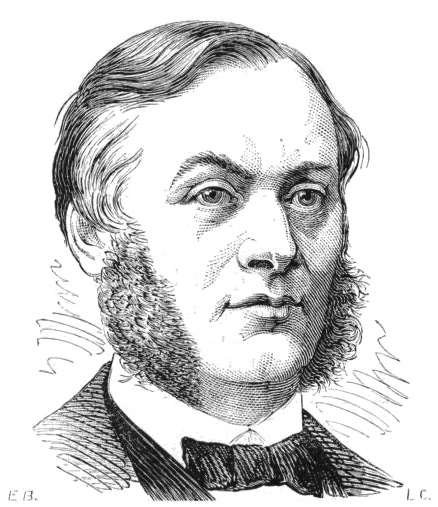
« Procès Bazaine. Les témoins (dessins de M. Bocourt) »[23].
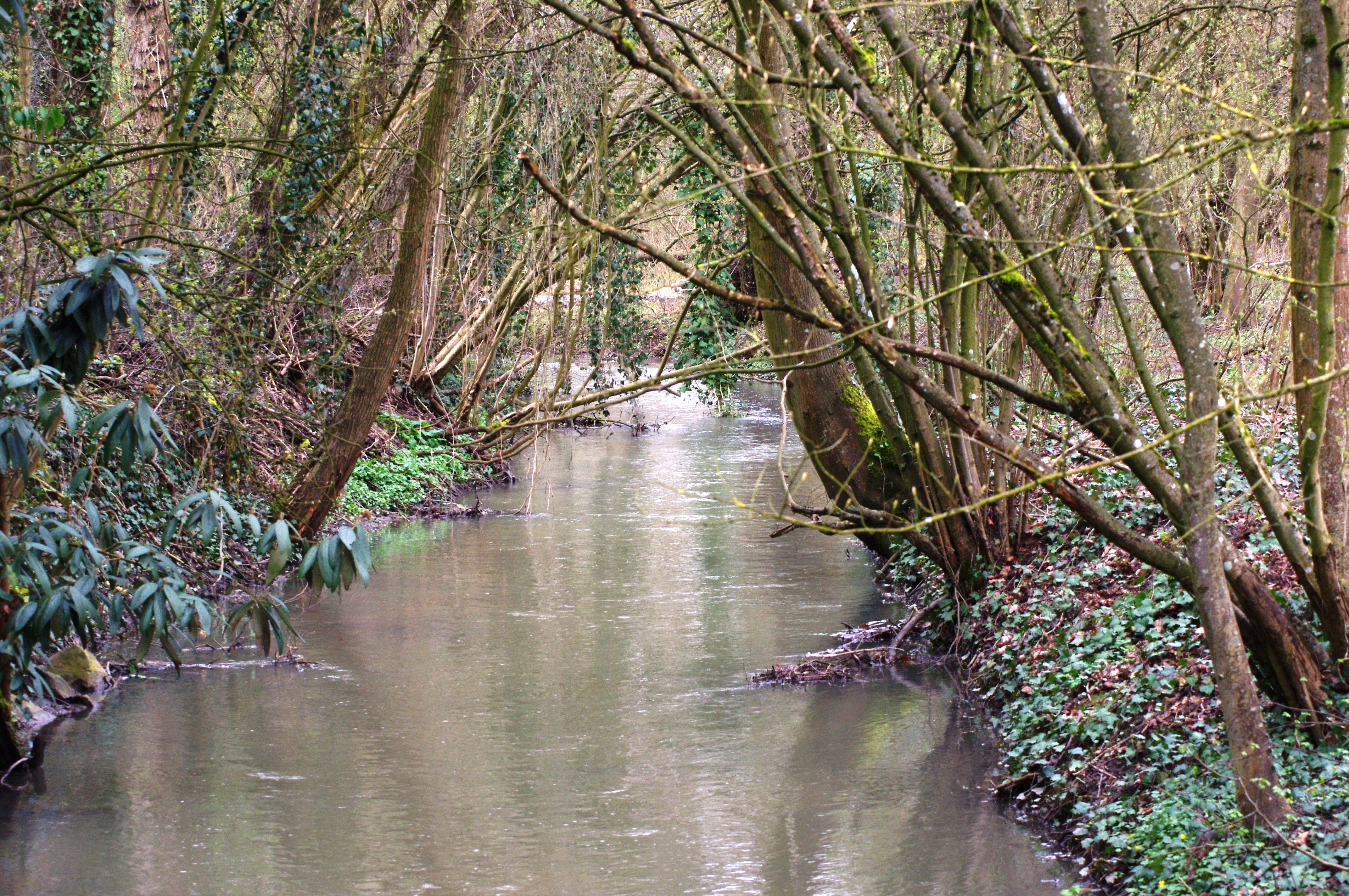
Ruisseau Steinbaechlein.
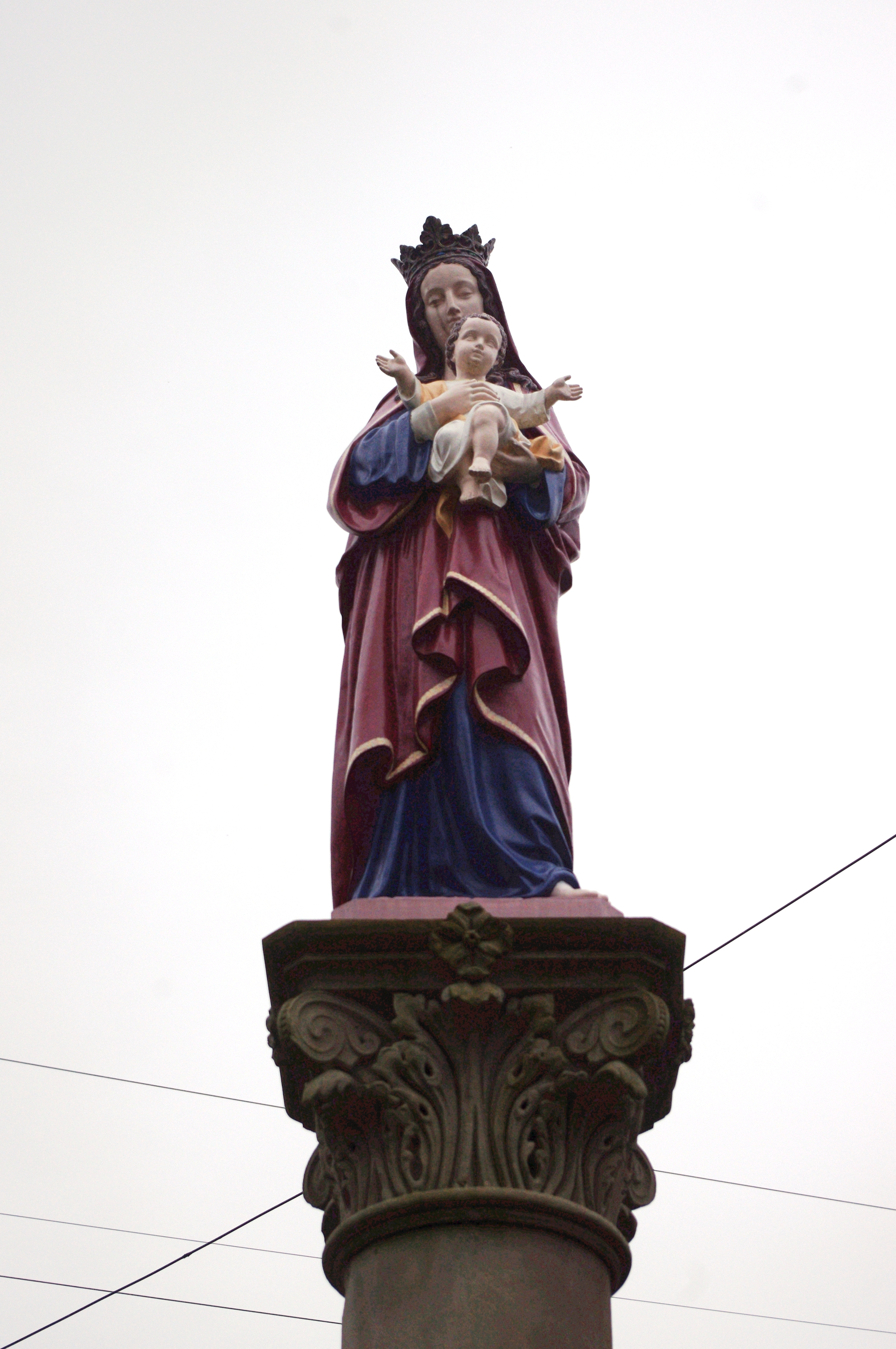
Statue mariale.
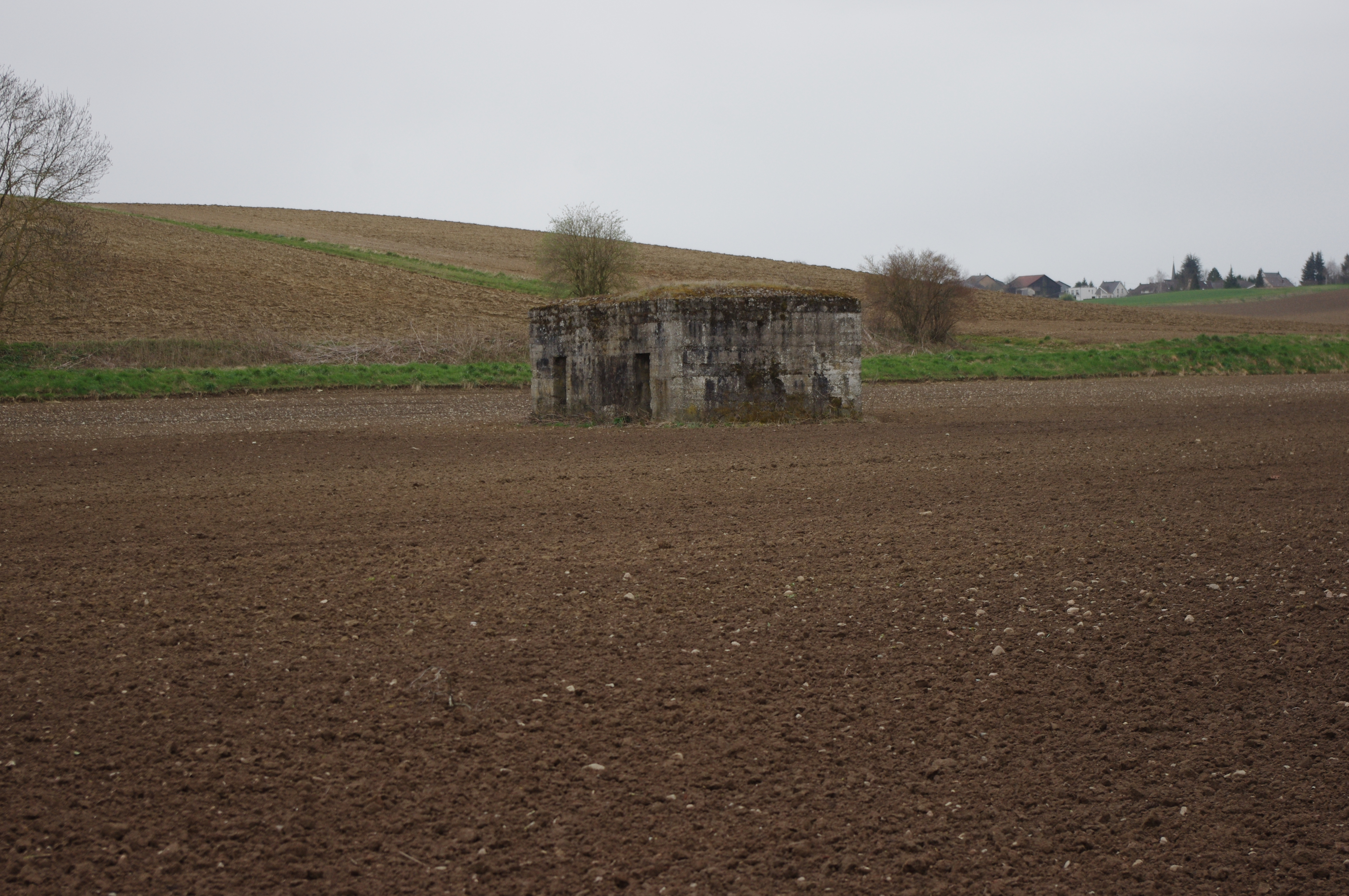
Blockhaus.

### Héraldique
| Blason de Morschwiller-le-Bas | Les armes de Morschwiller-le-Bas se blasonnent ainsi : « Parti, au premier d'azur à la fasce d'or accompagné de trois étoiles à cinq rais d'argent, au second d'argent au lion rampant de sinople lampassé de gueules. » |

Les armoiries de la commune ont été approuvées par le Conseil municipal le 3 septembre 1979.
En langage courant, le blasonnement indique un écu divisé verticalement en deux parties égales. La partie de gauche en regardant l’écu possède un fond bleu (azur) sur lequel est posée une fasce jaune (or), de part et d’autre de ce meuble sont placées des étoiles à cinq rais blanches (argent), deux au-dessus, une en dessous, la partie droite étant garnie par un lion de couleur verte sur fond argent.
La composition des nouvelles armoiries est inspirée de celles des seigneurs qui ont possédé le village avant la Révolution : 
- à droite de l’écu : les armoiries de la famille Zu Rhein (lion), qui succédèrent à la famille de Dornach et furent propriétaires d’une partie du village ;
- à gauche, les armoiries des de Bergeret (étoiles) qui ont détenu une autre partie du village de 1730 à 1789. Les armoiries de cette famille se trouvent d’ailleurs sur une pierre-borne du ban.

Avant 1979, les armoiries (non officielles) de Morschwiller-le-Bas ne représentaient que les armes de la famille de Bergeret. Or la commune de Richwiller, qui a également appartenu aux de Bergeret,, a en premier adopté officiellement les armes de cette famille. Deux communes ne pouvant avoir les mêmes armoiries, le Conseil municipal a définitivement opté pour la composition décrite ci-dessus.

## Politique et administration

### Budget et fiscalité 2015
En 2015, le budget de la commune était constitué ainsi :
- total des produits de fonctionnement : 2 257 000 €, soit 624 € par habitant ;
- total des charges de fonctionnement : 1 982 000 €, soit 548 € par habitant ;
- total des ressources d'investissement : 542 000 €, soit 150 € par habitant ;
- total des emplois d'investissement : 477 000 €, soit 132 € par habitant ;
- endettement : 2 155 000 €, soit 596 € par habitant.

Avec les taux de fiscalité suivants :
- taxe d'habitation : 10,53 % ;
- taxe foncière sur les propriétés bâties : 13,77 % ;
- taxe foncière sur les propriétés non bâties : 59,45 % ;
- taxe additionnelle à la taxe foncière sur les propriétés non bâties : 0,00 % ;
- cotisation foncière des entreprises : 0,00 %.

## Démographie
L'évolution du nombre d'habitants est connue à travers les recensements de la population effectués dans la commune depuis 1793. Pour les communes de moins de 10 000 habitants, une enquête de recensement portant sur toute la population est réalisée tous les cinq ans, les populations de référence des années intermédiaires étant quant à elles estimées par interpolation ou extrapolation. Pour la commune, le premier recensement exhaustif entrant dans le cadre du nouveau dispositif a été réalisé en 2005.

En 2022, la commune comptait 3 666 habitants, en évolution de −1,66 % par rapport à 2016 (Haut-Rhin : +0,66 %, France hors Mayotte : +2,11 %).
| 1793 | 1800 | 1806 | 1821  | 1831  | 1836  | 1841  | 1846  | 1851  |
| ---- | ---- | ---- | ----- | ----- | ----- | ----- | ----- | ----- |
| 734  | 708  | 863  | 1 045 | 1 334 | 1 411 | 1 428 | 1 242 | 1 658 |

| 1856  | 1861  | 1866  | 1871  | 1875  | 1880  | 1885  | 1890  | 1895  |
| ----- | ----- | ----- | ----- | ----- | ----- | ----- | ----- | ----- |
| 1 823 | 2 056 | 2 197 | 2 174 | 2 092 | 1 968 | 1 993 | 1 997 | 1 929 |

| 1900  | 1905  | 1910  | 1921  | 1926  | 1931  | 1936  | 1946  | 1954  |
| ----- | ----- | ----- | ----- | ----- | ----- | ----- | ----- | ----- |
| 1 976 | 2 238 | 2 309 | 1 692 | 2 080 | 2 092 | 1 977 | 1 846 | 1 944 |

| 1962  | 1968  | 1975  | 1982  | 1990  | 1999  | 2005  | 2006  | 2010  |
| ----- | ----- | ----- | ----- | ----- | ----- | ----- | ----- | ----- |
| 1 910 | 1 920 | 2 122 | 2 206 | 2 445 | 2 606 | 2 804 | 3 039 | 3 432 |

| 2015  | 2020  | 2022  | - | - | - | - | - | - |
| ----- | ----- | ----- | - | - | - | - | - | - |
| 3 667 | 3 648 | 3 666 | - | - | - | - | - | - |

## Accès et transports
La commune est desservie par l’échangeur routier sur la rocade ouest de Mulhouse (D 68) qui permet de rejoindre l'autoroute A36. La commune est traversée d'ouest en est par la D 166.
La localité est reliée au réseau de bus de l'agglomération de Mulhouse exploité par l'entreprise Soléa. En semaine, la ligne 13 traverse la commune d'ouest en est et permet de rejoindre l’hôpital Émile Muller (Station Émile Muller Mulhouse). Les dimanches, jours fériés et soirées, un service de taxis desservant les mêmes arrêts que le bus no 13 permet d'assurer la continuité du trafic.
Le village compte les arrêts de bus suivants : Campanule(Terminus de la ligne 13), Oberdorf (quartier du haut du village), Cure qui dessert le centre du village, Pèlerins (domaine du Kirchberg), Hofer qui dessert le quartier (cité Hofer), Source qui dessert la zone commerciale de Morschwiller-le-Bas, et Collines IKEA, situé sur la ligne de bus no C6, qui dessert IKEA et la Zac du Parc des Collines.

## Lieux et monuments
La commune de Morschwiller-le-Bas possède une église néo-gothique réalisée sous la maîtrise d'œuvre de Charles Winkler avec un orgue. Elle a été construite en 1877 et son nom est Saint-Ulrich.
Ancien château des Zu Rhein :
château reconstruit en 1726 à l'emplacement d'un ancien château par François Joseph Conrad Zu Rhein ; armoiries au-dessus de la porte martelées pendant la Révolution ; château acheté en 1860 par Albert Tachard (avocat parisien) qui aurait fait ajouter un étage au château et qui a fait construire une ferme modèle Napoléon III en briques polychromes dans l'enclos ; du château, très endommagé pendant la dernière guerre, ne subsistent que des vestiges ; la chapelle funéraire a disparu.
Le monument aux morts.

L'église Saint-Ulrich à Morschwiller-le-Bas
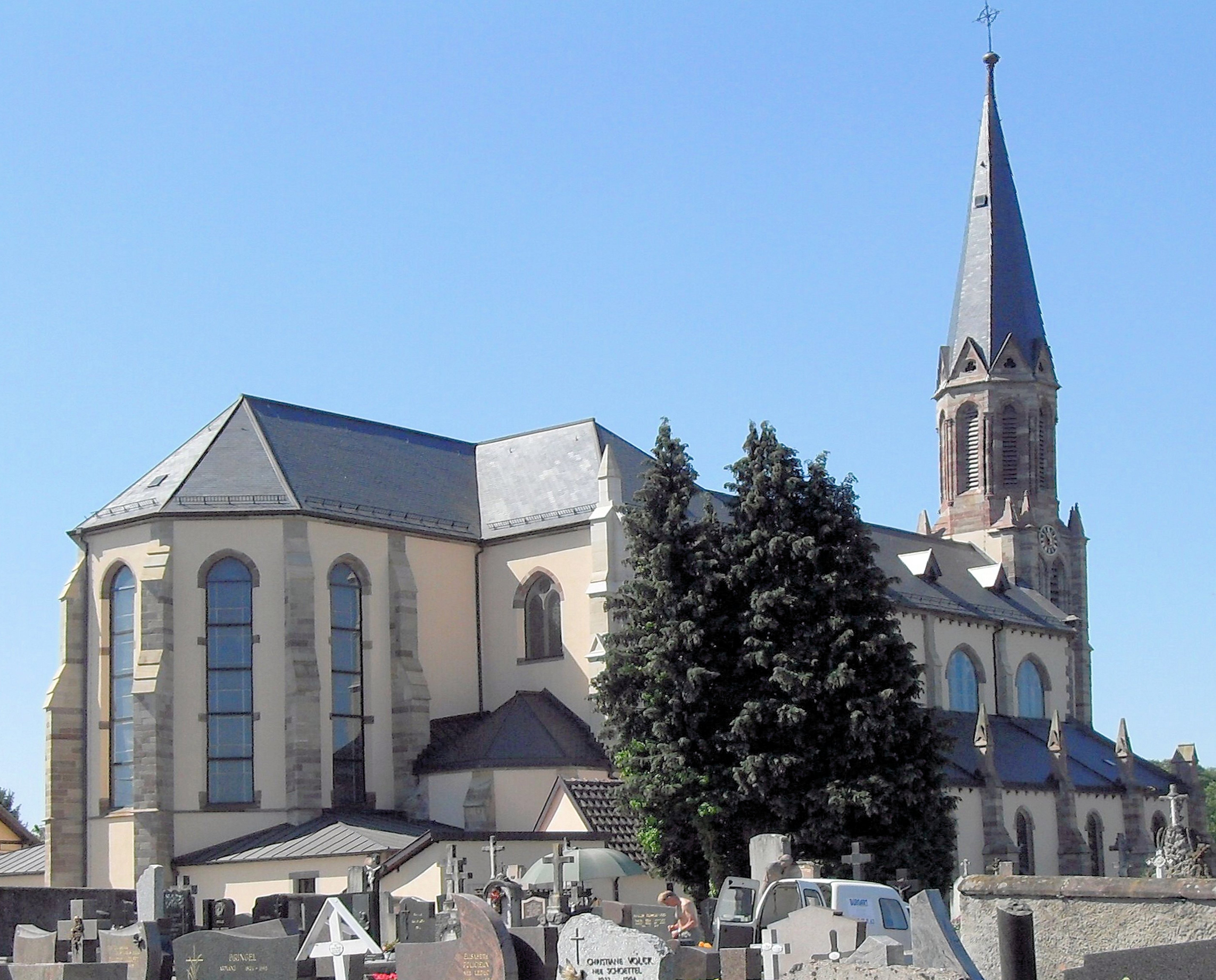
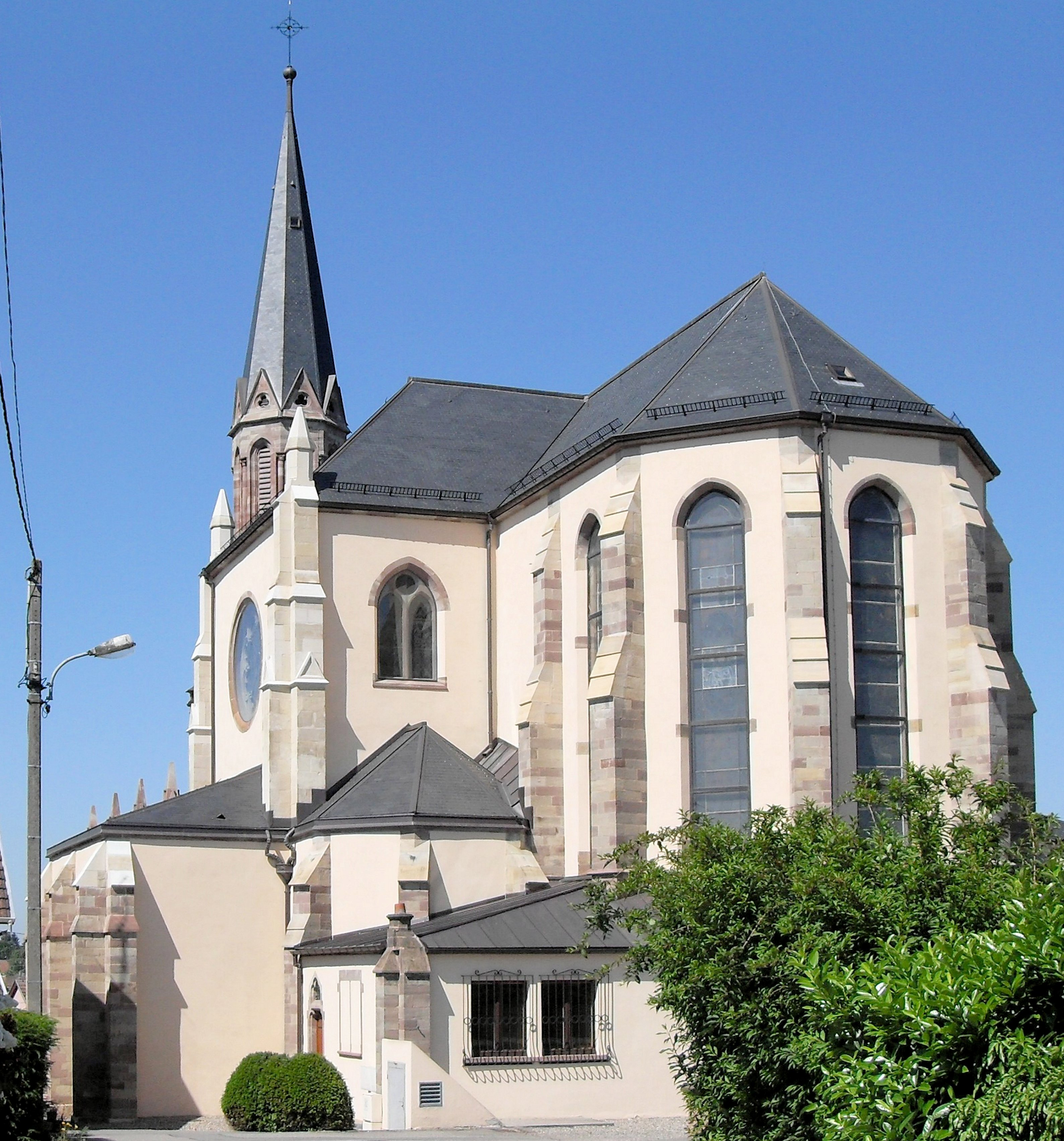
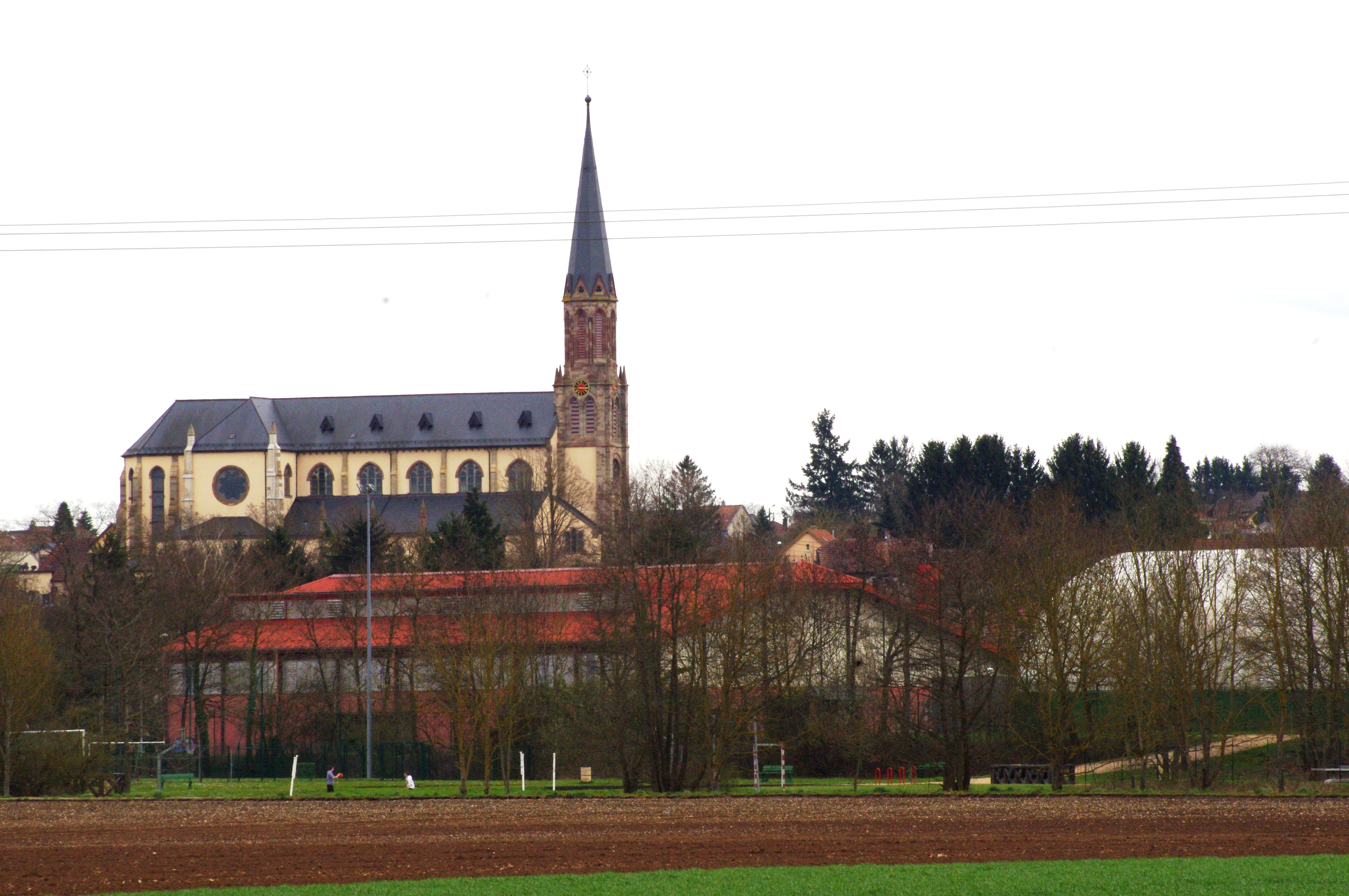

## Lieux de cultes
Le culte protestant se célèbre à l'église "La Maison de l'Évangile".

## Personnalités liées à la commune
- Alfred Giess, peintre et Grand Prix de Rome (1929), qui a donné son nom à l'école primaire communale.
- Sylvie Blocher, artiste vidéaste.
- Albert Tachard, avocat parisien né à Mulhouse, qui deviendra propriétaire du château. Donne son nom à l'une des rues du village.
- Julien Koszul, compositeur et organiste, qui prendra la direction du Conservatoire national de musique de Roubaix.